# Pummelisaaret
Pummelisaaret är en ö i Finland. Den ligger i sjön Päijänne och i kommunen Sysmä i den ekonomiska regionen  Lahtis ekonomiska region  och landskapet Päijänne-Tavastland, i den södra delen av landet, 160 km norr om huvudstaden Helsingfors. Öns area är 1,1 hektar och dess största längd är 210 meter i öst-västlig riktning.  Notera att namnet antyder att det är fråga om flera öar.